# Джон Хоуп
Джон Адріан Луїс Хоуп, 7-й граф Хоуптоун, 1-й маркіз Лінлітгоу (англ. John Adrian Louis Норі, 7th Earl of Hopetoun, 1st Marquess of Linlithgow; 25 вересня 1860, Саут-Куінсферрі, Західний Лотіан, Шотландія — 29 лютого 1908, По, Атлантичні Піренеї, Франція) — шотландський аристократ, британський державний діяч, перший генерал-губернатор Австралії.

## Життєпис
Джон Адріан Луїс Хоуп був старшим сином 6-го графа Хоуптона і його дружини Етельред Енн Хоуп (уродженої Рейнардсон). Навчався в Ітонському коледжі, потім в військової академії в Сандхерсті. Закінчив академію в 1879 році, але робити військову кар'єру не став. Причиною цього рішення стала необхідність займатися справами маєтку, який він успадкував у 13-річному віці, а також, можливо, слабке здоров'я.
У 1883 граф Хоуптоун став членом палати лордів від консерваторів, в 1887—1889 роках служив на посаді Лорда-верховного комісара Генеральної асамблеї Церкви Шотландії.

### Губернатор Вікторії
У 1889 році граф Хоуптоун став лицарем ордена Святого Михайла і Святого Георгія і був призначений на посаду губернатора Вікторії. 18 листопада 1889 року Джон Хоуп в пишній обстановці прибув у Мельбурн. Хоуптоун вчиняв поїздки по всій території колонії, залишаючи дуже приємне враження на людей, з якими зустрічався. Підкуповував і юнацький ентузіазм, з яким граф Хоуптоун управлявся зі справами.
Період губернаторства Джона Хоупа проходив на тлі економічної депресії, що охопила австралійські колонії в 1890-і роки. Одним з наслідків цього було масове закриття банків; так в Мельбурні до 1893 року продовжували роботу з клієнтами лише 4 з них. Втім, граф Хоуптоун досить вміло керував ситуацією і не випадково термін його повноважень був продовжений.
Також у цей час в австралійських колоніях набирав силу рух за федерацію, і губернатор Вікторії був його палким прихильником. Джон Хоуп став однією з найбільш популярних постатей Вікторії і Нового Південного Уельсу, і його від'їзд в березні 1895 року в багатьох викликав співчуття.

### Генерал-губернатор Австралії

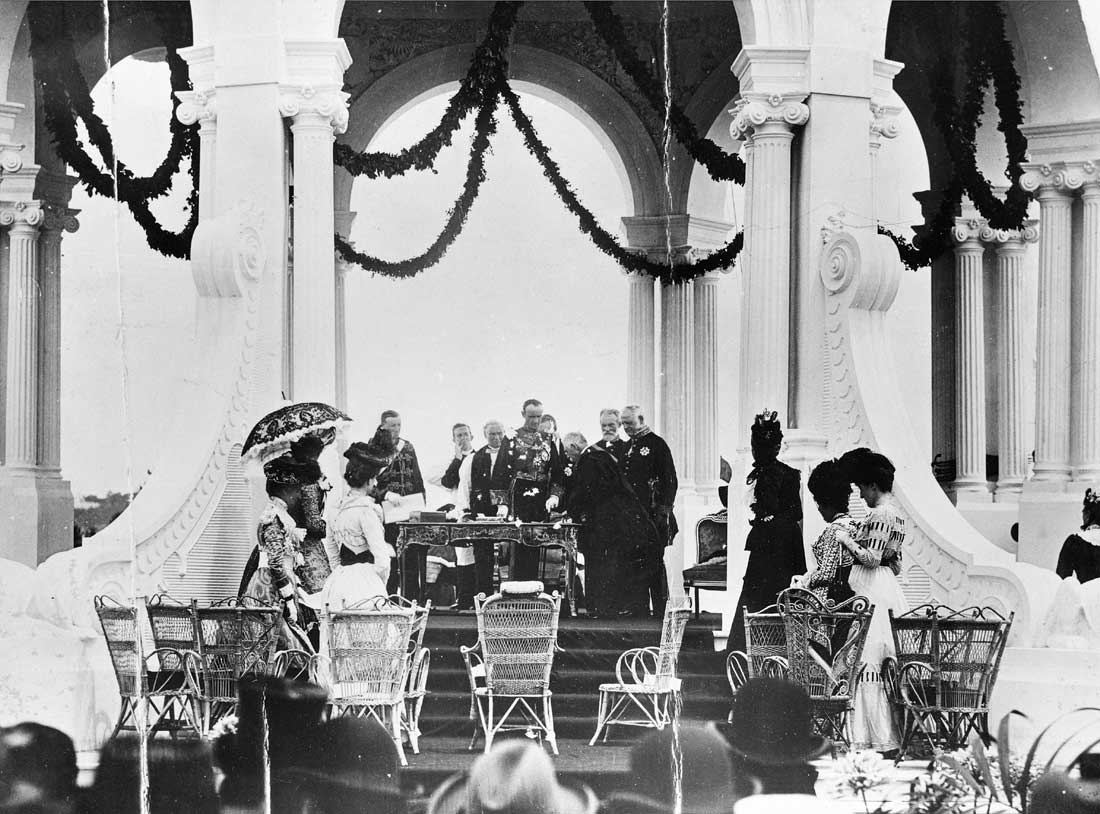
Лорд Хоуптоун складає присягу як перший генерал-губернатор Австралії

Після повернення в Англію граф Хоупстоун став генеральним скарбником в уряді Солсбері і залишався на цій посаді до 1898 року. У 1898 році Джону Хоупу пропонувалася посада Генерал-губернатора Канади, але той від неї відмовився і до 1900 року був лордом камергера королівського двору.
13 липня 1900 року королева затвердила кандидатуру графа Хоупстоуна на посаду першого генерал-губернатора Австралії. Одночасно він став лицарем Ордена Будяка і Королівського Вікторіанського ордена.
Після складної подорожі через Індію, під час якої він перехворів черевним тифом, а його дружина — малярією, граф Хоуптоун прибув у Мельбурн 15 грудня 1900 року. Після прибуття Хоуптоун запропонував очолити уряд Австралії прем'єру Нового Південного Уельсу Вільяму Лайну. Це рішення викликало невдоволення багатьох федералістів і увійшло в історію як «Помилка Хоуптоуна». У підсумку, після напружених переговорів першим прем'єр-міністром Австралії став Едмунд Бартон.

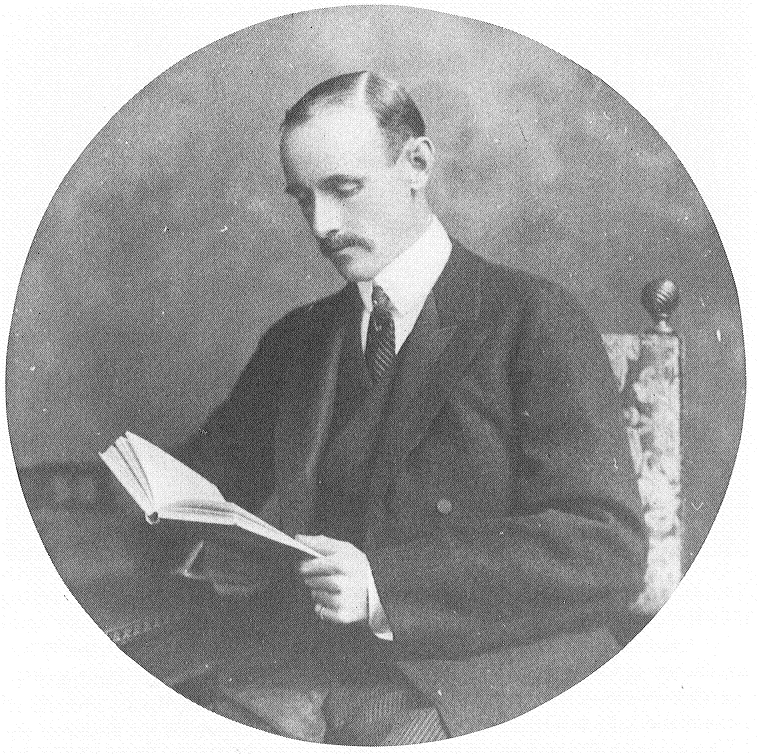
Граф Хоуптоун у 1902 році

Період перебування Джона Хоупа на посаді генерал-губернатора, незважаючи на свою короткочасність, був досить складним. У графа Хоуптоуна склалися досить напружені відносини з губернаторами штатів особливо після того, як в лютому 1901 генерал-губернатор безуспішно спробував отримати копії їх листування з британським урядом. Мова графа Хоуптоуна в 1902 року довкола відправки австралійського контингенту для участі в Англо-бурської війни викликала несхвальну реакцію з боку опозиції.
У травні 1902 року англійський парламент відкинув пропозицію Бартона по збільшенню платні генерал-губернатора з 10 до 18 тисяч фунтів стерлінгів. У відповідь граф Хоуптоун, який на той час витратив деяку частину особистих коштів на службові потреби, подав у відставку і 17 липня 1902 року відбув з Брисбену в Англію. У жовтні того ж року Джону Хоупу був подарований титул маркіза Лінлітгоу.
Протягом декількох місяців 1905 року маркіз Лінлітгоу був міністром у справах Шотландії, проте слабке здоров'я змусило його залишити політику. 29 лютого 1908 Джон Хоуп, перебуваючи у французькому По, помер від перниціозної анемії.

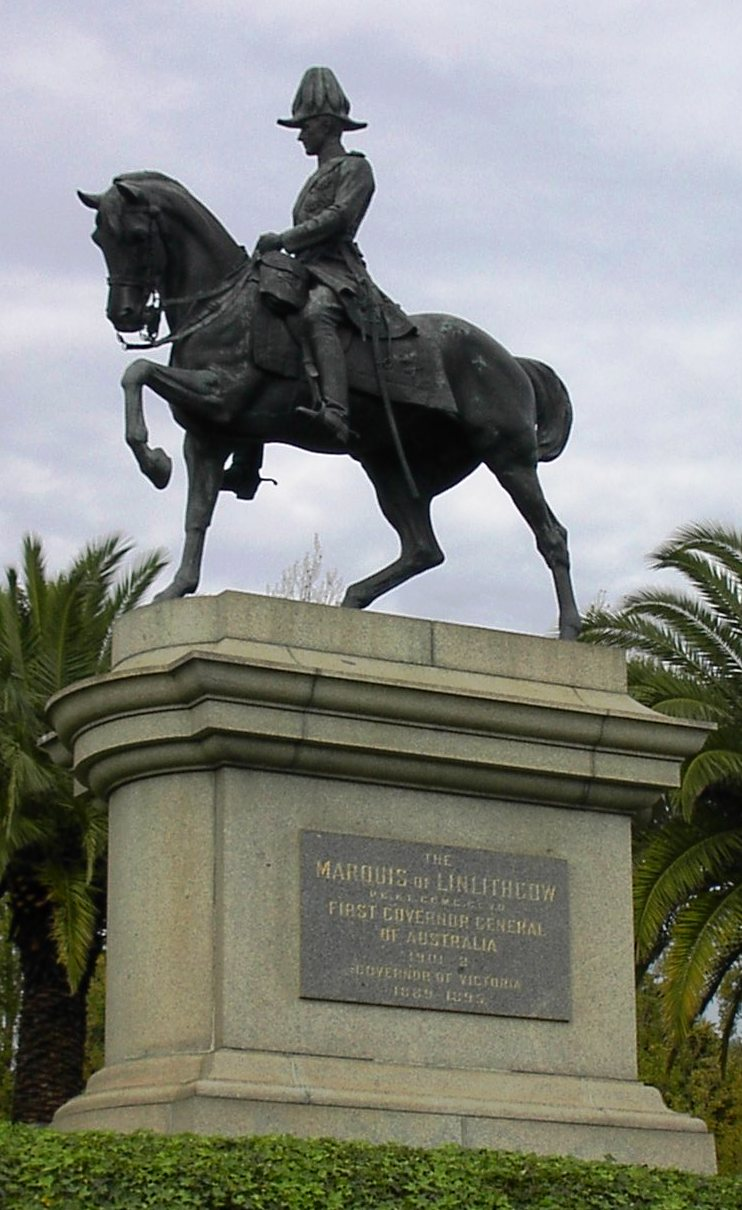
Пам'ятник маркізу Лінлітгоу, Лінлітгоу-авеню, Мельбурн